# دون موراي (ممثل)
دون موراي (بالإنجليزية: Don Murray)‏ (31 يوليو 1929 - 2 فبراير 2024)، هو مخرج أفلام، وكاتب سيناريو، ومنتج أفلام، وممثل مسرحي، وممثل أفلام، وممثل تلفزي أمريكي، ولد في هوليوود.

## التعليم
تعلم في الأكاديمية الأميركية للفنون المسرحية (حتى 1948).

## وصلات خارجية
- دون موراي على موقع IMDb (الإنجليزية)
- دون موراي على موقع ألو سيني (الفرنسية)
- دون موراي على موقع تيرنر كلاسيك موفيز (الإنجليزية)
- دون موراي على موقع أول موفي (الإنجليزية)
- دون موراي على موقع قاعدة بيانات برودواي على الإنترنت (الإنجليزية)
- دون موراي على موقع قاعدة بيانات الأفلام السويدية (السويدية)
- دون موراي على موقع إن إن دي بي (الإنجليزية)
- دون موراي على موقع قاعدة بيانات الفيلم (الإنجليزية)
- دون موراي على موقع كينوبويسك (الروسية)